# Abbenes
Abbenes is een dorp in de gemeente Haarlemmermeer in de provincie Noord-Holland, gelegen aan de Hoofdvaart tussen Nieuw-Vennep en Buitenkaag, in het zuidwestelijke, minst verstedelijkte gedeelte van de Haarlemmermeer. Het telt 1.220 inwoners (op 1 januari 2023).

## Oorsprong van naam
De naam van het polderdorp herinnert aan het gelijknamige eiland in het Haarlemmermeer, dat mettertijd in het meer was verdwenen. De naam van dit eiland komt van "het nes van de abt", wat zoiets betekent als de landtong van de abdij. Over het bestaan van een abt op het eiland zelf heerst enige onduidelijkheid. Vlakbij lag ook de landtong Huigsloot; de Dr. Heijelaan loopt daarnaartoe.

## Gebied
Het gebied dat tot Abbenes gerekend wordt is veel groter dan de bebouwde kom van Abbenes (Abbenes Dorp). De grenzen met de klok mee zijn: de Lisserweg, het spoor, de Ringvaart, de bebouwde kom van de Buitenkaag en de Nieuwkerker tocht. Het gebied dat direct aan de Ringvaardijk ligt wordt door het CBS als "Abbenes Dijk" geteld. De rest van het gebied staat bij het CBS bekend als "Omgeving Abbenes". Cijfers zijn uit 2010.
| Gebied           | Inwoners | Bevolkingsdichtheid | Woningen | Oppervlakte (km2) * |
| ---------------- | -------- | ------------------- | -------- | ------------------- |
| Abbenes Dorp     | 855      | 1145                | 365      | 0,77                |
| Abbenes Dijk     | 100      | 148                 | 35       | 0,82                |
| Omgeving Abbenes | 165      | 16                  | 55       | 10,67               |
| Totaal           | 1120     | 94                  | 455      | 12,26               |

* Bron CBS 2008 - (Totaal oppervlakte).

## Geboren in Abbenes
- Dirkje Menkens-van der Spiegel (1894-1958), schrijfster
- Klaas Tammes (1948), politicus en auteur
- Renate Jansen (1990), voetbalster

## Verenigingen
De verenigingen in Abbenes zijn onder andere de Oranje Evenementen Vereniging, Sportvereniging Abbenes (voetbal en tennis), Toneelvereniging Abbenes en de Algemene Volleybal Vereniging Abbenes.

## Scholen
Abbenes telt één school, basisschool De Lente. Deze heette eerder De Tonne en daarvoor Meester Pieter Boekelschool. Langs de Hoofdweg bevond zich vroeger de School met de Bijbel en in de Dr. Heijelaan stond de Cornelia Sophia School.

## Monumenten
Er bevinden zich in 2009 vijf monumenten in Abbenes. Dit zijn de boerderijen Andreas Hoeve (1864), Vondel's Landleeuw (1935) en Meerhof (1893), de Hervormde kerk (1868) en het Graf van de negentiende-eeuwse arts en schrijver J.P. Heije (1876). 
Heije was de auteur van vele nog steeds bekende kinderliedjes, zoals Zie de maan schijnt door de bomen. Hij bracht zijn laatste levensjaren in Abbenes door en was er de plaatselijke weldoener.

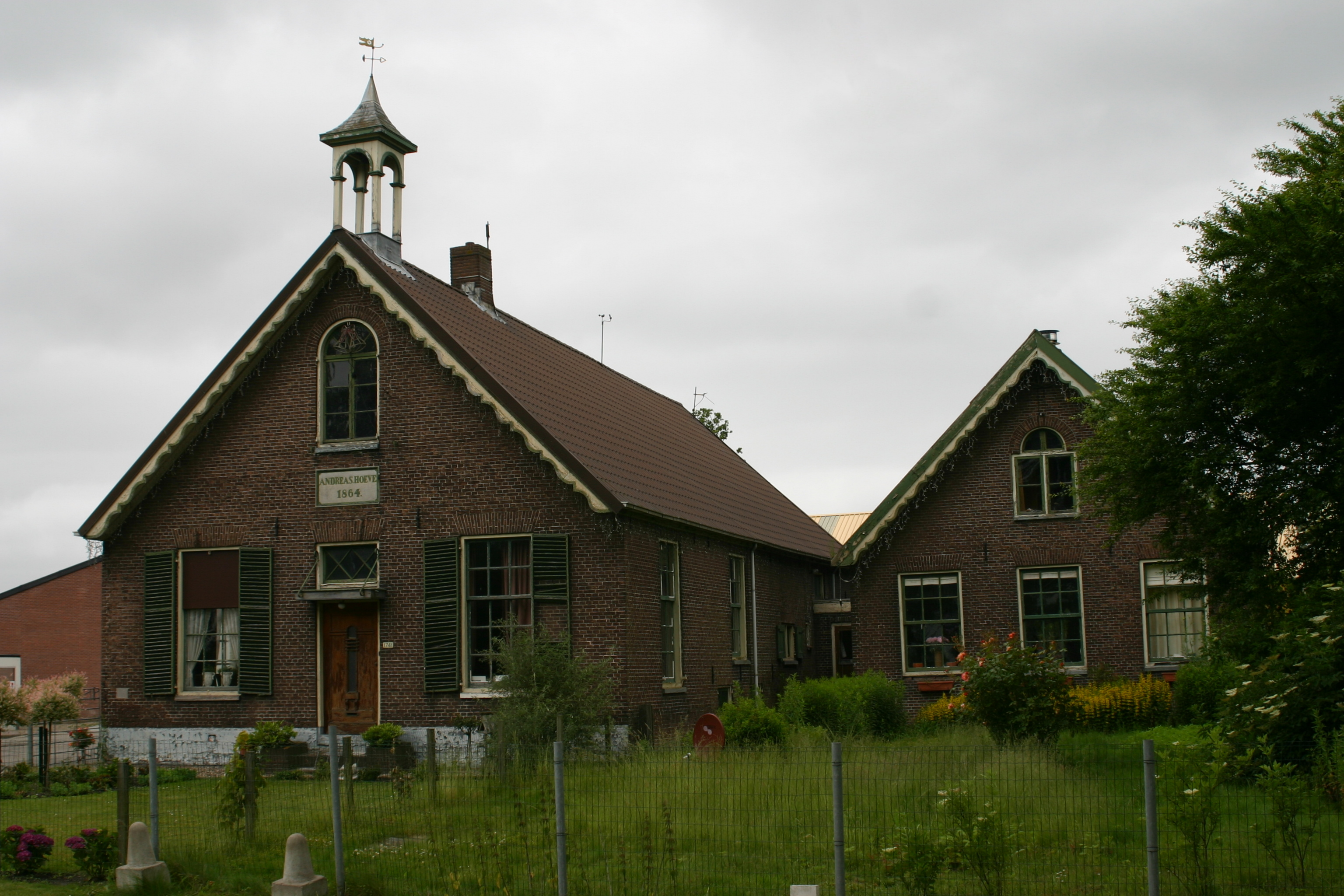
Andreas Hoeve
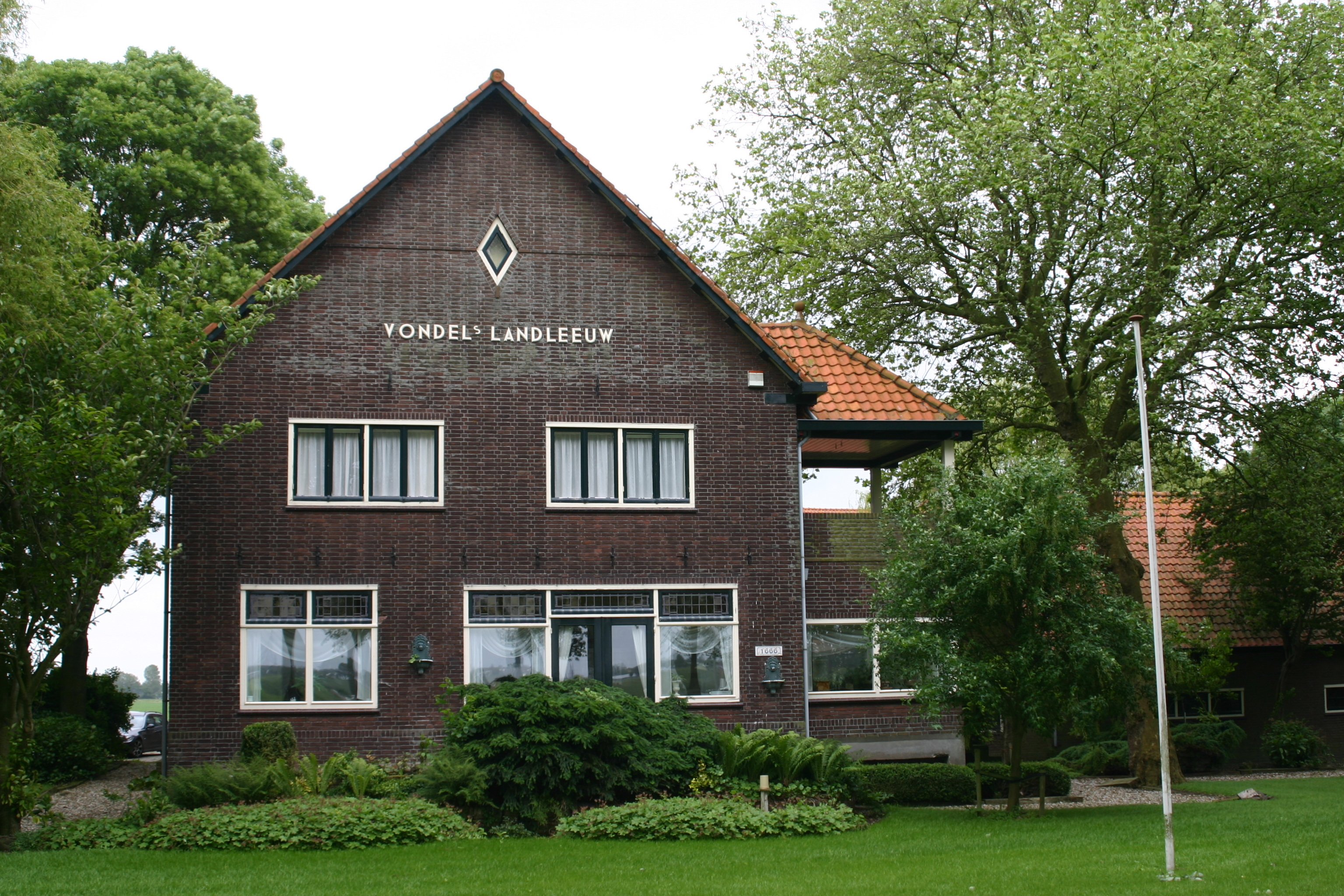
Vondel's Landleeuw
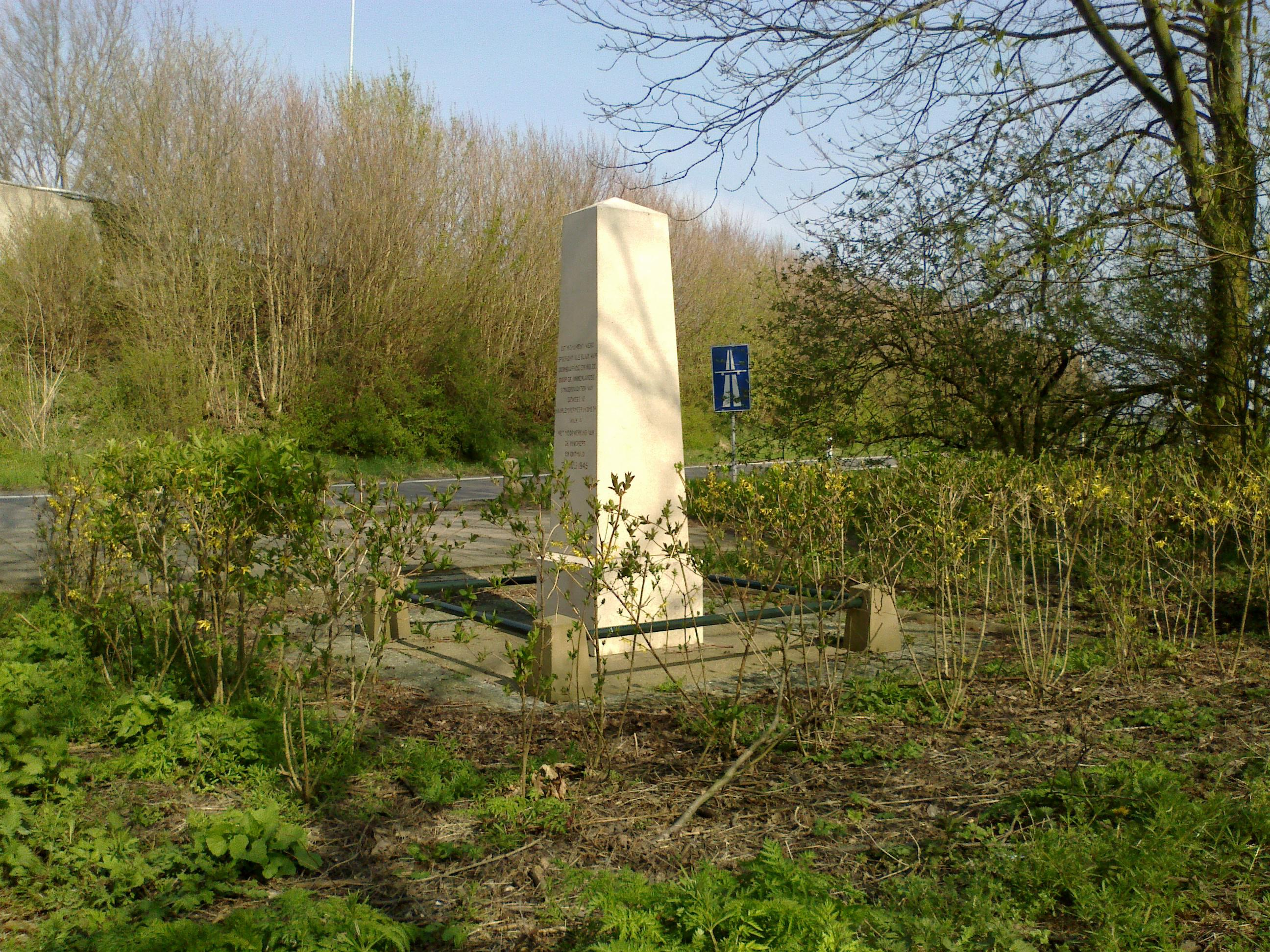
Verzetsmonument (1945)